# Сага (књижевност)
Сага (старонордијски saga — „нешто речено, испричано”) је израз који у најширем смислу означава приповетку или спомен на неки догађај сачуван усменим предањем. У ужем смислу се под тиме подразумевају приче које описују древну скандинавску или германску прошлост, односно све приче традиционалне нордијске књижевности, чији аутор није познат. Оне могу имати различит облик, садржај и тему па се тако нпр. знају разликовати једноставна фолксага (народна сага) и дјурсага (сага о животињама), односно нешто развијенији облик хјалтесага (сага о херојима) које имају епски карактер. Саге су по правилу написане у прози, понекад могу имати делове у стиховима.

## Етимологија
Назив сага потиче од исландске речи saga 'прича, историја', од глагола segja 'причати'.

## Групе сага
Традиционално се дијеле у пет група.
- саге о краљевима, које описују владавину првих норвешких краљева
- саге о Исланђанима, које описују живот и пустоловине нордијских досељеника на Исланду у 10. и 11. веку
- савремене саге, које су о животу исландских бискупа у 12. и 13. веку писали њихови савременици (Стурлунга сага)
- легендарне или саге о старим временима (форналдарсага), које описује најдревнију прошлост, и представљају главни извор нордијске митологије
- витешке саге, које представљају превод француских chansons de geste.

Израз сага се касније почео користити и ван контекста нордијске књижевности, односно за вишедјелна, сложена дјела фикције која својим садржајем имају епски карактер (нпр. сага Звездани ратови, Сумрак сага и сл.)